# Monochasma sheareri
Monochasma sheareri là loài thực vật có hoa thuộc họ Cỏ chổi. Loài này được (S. Moore) Maxim. ex Franch. & Sav. mô tả khoa học đầu tiên năm 1876.